# 칼리만 아센 1세
칼리만 아센 1세(불가리아어: Калиман Асен I) 혹은 콜로만 아센 1세(Коломан Асен I)는 1241년에서 1246년까지 불가리아의 차르였다. 칼리만 아센 1세는 이반 아센 2세와 헝가리의 안나 마리아 사이의 아들이었다.

## 생애

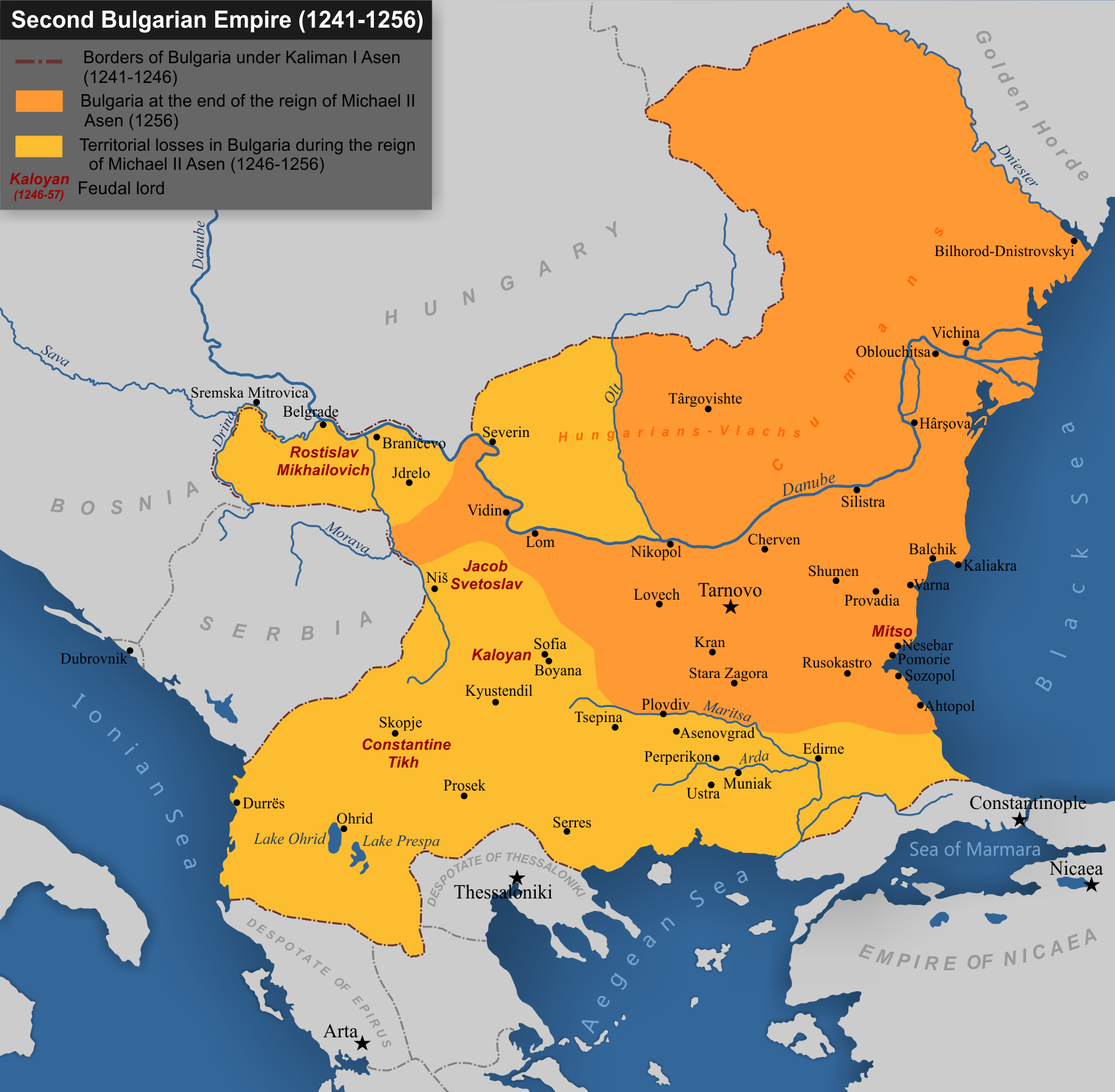
1241년-1256년의 제 2차 불가리아 제국.

칼리만 아센 1세의 이름은 그의 외삼촌인 헝가리의 칼만에게서 따온 이름이다. 그의 치세는 불가리아의 점진적 약화로 요약될 수 있다. 7살의 황제는 스스로 통치할 수 없었기에 국가는 섭정에게 통치되었고 이로 인해 지방 영주들이 점차 성장하여 권력을 남용하기 시작하였다.
그의 치세 초기에 불가리아는 킵차크 칸국의 바투 칸에게 공격을 받았고, 불가리아는 매년 공물을 바치기로 약속하였다. 비록 그의 이른 죽음까지 국경선은 유지되었으나, 불가리아의 테살로니카와 세르비아에 대한 영향력은 끝이 났다. 1245년 교황 인노첸시오 4세는 불가리아 교회와의 연합을 위해 편지를 보내기도 했다.
칼리만 아센 1세는 1246년 8월에서 9월 경 사망하였으며, 비잔티움의 연대기 저자인 게오르기오스 아크로폴리테스는 자연사거나 독살로 보았다. 그의 제위는 이복 동생 미하일 아센 1세에게 계승되었다.

## 참고 문헌
- John V.A. Fine, Jr., The Late Medieval Balkans, Ann Arbor, 1987.

| 전임 이반 아센 2세 | 제2차 불가리아 제국의 차르 1241년 ~ 1246년 | 후임 미하일 아센 1세 |